# Véronique Robert
Pour les articles homonymes, voir Robert.
Véronique Robert, née le 19 juillet 1962 à Morges dans le canton de Vaud et morte le 24 juin 2017 à Clamart près de Paris, est une journaliste suisse.
Grand reporter, elle a couvert de nombreux conflits au Moyen-Orient.

## Biographie
Résidente à Dubaï, elle mène en 2007 une lutte judiciaire dans l'émirat pour faire reconnaître et punir le viol subi par l'un de ses deux fils,.
Grièvement blessée par l'explosion d'une mine avec les journalistes français Stéphan Villeneuve et Samuel Forey, ainsi que le fixeur irakien Bakhtiyar Haddad, lors d'un reportage pour Envoyé spécial sur la bataille de Mossoul pendant la Seconde guerre civile irakienne, Véronique Robert meurt à l'hôpital d'instruction des armées Percy peu après son rapatriement en France.

## Famille
Elle a été de 2001 à 2005 en couple avec l'homme politique Thierry Mariani, rencontré en avril 2001 lors d’une interview à Bali pour Le Figaro. Elle entre en conflit avec lui par la suite.
Elle a été l'épouse du journaliste Bruno Fuchs, élu député une semaine avant sa mort.

## Décoration
- 2017 :  Chevalière de la Légion d'honneur (à titre posthume[7],[2]).